# Lelekovice
Lelekovice (en allemand : Lelekowitz) est une commune du district de Brno-Campagne, dans la région de Moravie-du-Sud, en République tchèque. Sa population s'élevait à 1 914 habitants en 2020.

## Géographie
Lelekovice se trouve à 11 km au nord du centre de Brno et à 178 km au sud-est de Prague.
La commune est limitée par Svinošice au nord, par Vranov à l'est, par Brno au sud, et par Česká et Kuřim à l'ouest.

## Histoire
La première mention écrite du village date de 1288. Il se trouve dans la région historique de Moravie.